# Isonychus uniformis
Isonychus uniformis är en skalbaggsart som beskrevs av Moser 1920. Isonychus uniformis ingår i släktet Isonychus och familjen Melolonthidae. Inga underarter finns listade i Catalogue of Life.